# دهستان مندرلگانگ
دهستان مندرلگانگ (به لاتین: Mendrelgang Gewog) یک دهستان در کشور بوتان است که در ناحیهٔ تسیرنگ واقع شده‌است.